# Pavoraja nitida
Pavoraja nitida és una espècie de peix de la família dels raids i de l'ordre dels raïformes.

## Morfologia
- Els mascles poden assolir 36,8 cm de longitud total.[3][4]

## Reproducció
És ovípar i les femelles ponen càpsules d'ous, les quals presenten com unes banyes a la closca.

## Hàbitat
És un peix marí, de clima temperat (32°S-44°S) i demersal que viu entre 30–390 m de fondària.

## Distribució geogràfica
Es troba a l'oceà Índic oriental: és un endemisme d'Austràlia.

## Observacions
És inofensiu per als humans.